# 橋本光康
橋本 光康（はしもと みつやす）は、放射線治療の研究者、国際医療福祉大学大学院教授。学位は、修士（理学）、博士（医学）。
東京理科大学卒、日本大学大学院理工学研究科博士前期課程修了〔修士(理学)〕、東北大学大学院医学系研究科研究生〔博士(医学)〕。厚生技官を経て、平成8年より国際医療福祉大学勤務、放射線・情報科学科副学科長。現在に至る。厚生技官時代に中学･高等学校教諭1種免許状(理科)取得。医学物理士、日本放射線腫瘍学会認定技師、放射線治療品質管理士。

## 研究課題
- 密封小線源の物理特性と治療への応用

## 研究指導テーマ
- 放射線治療の物理的QA・QC
- 密封小線源の物理特性と照射技術

## 研究業績
- 103Pd線源使用時の周辺線量当量率測定とその安全性：日本放射線腫瘍学会 第16巻:25-32,2004
- 高橋正治、高橋隆編集：診療放射線技術実践ガイド第2版：分担執筆 文光堂2006年11月
- 厚生労働省がん研究助成金土器屋班：I-125永久挿入治療物理QAガイドライン2006年12月